# Viliam Pauliny
Viliam Pauliny, též Viliam Paulíny (20. prosince 1877 Slovenské Pravno – 1945 Německo), byl slovenský a československý národohodpodář, politik a meziválečný poslanec Revolučního národního shromáždění. Později byl funkcionářem Republikánské strany zemědělského a malorolnického lidu. Účastník Slovenského národního povstání v roce 1944. Po porážce povstání odvlečen do Německa, kde zemřel.

## Biografie

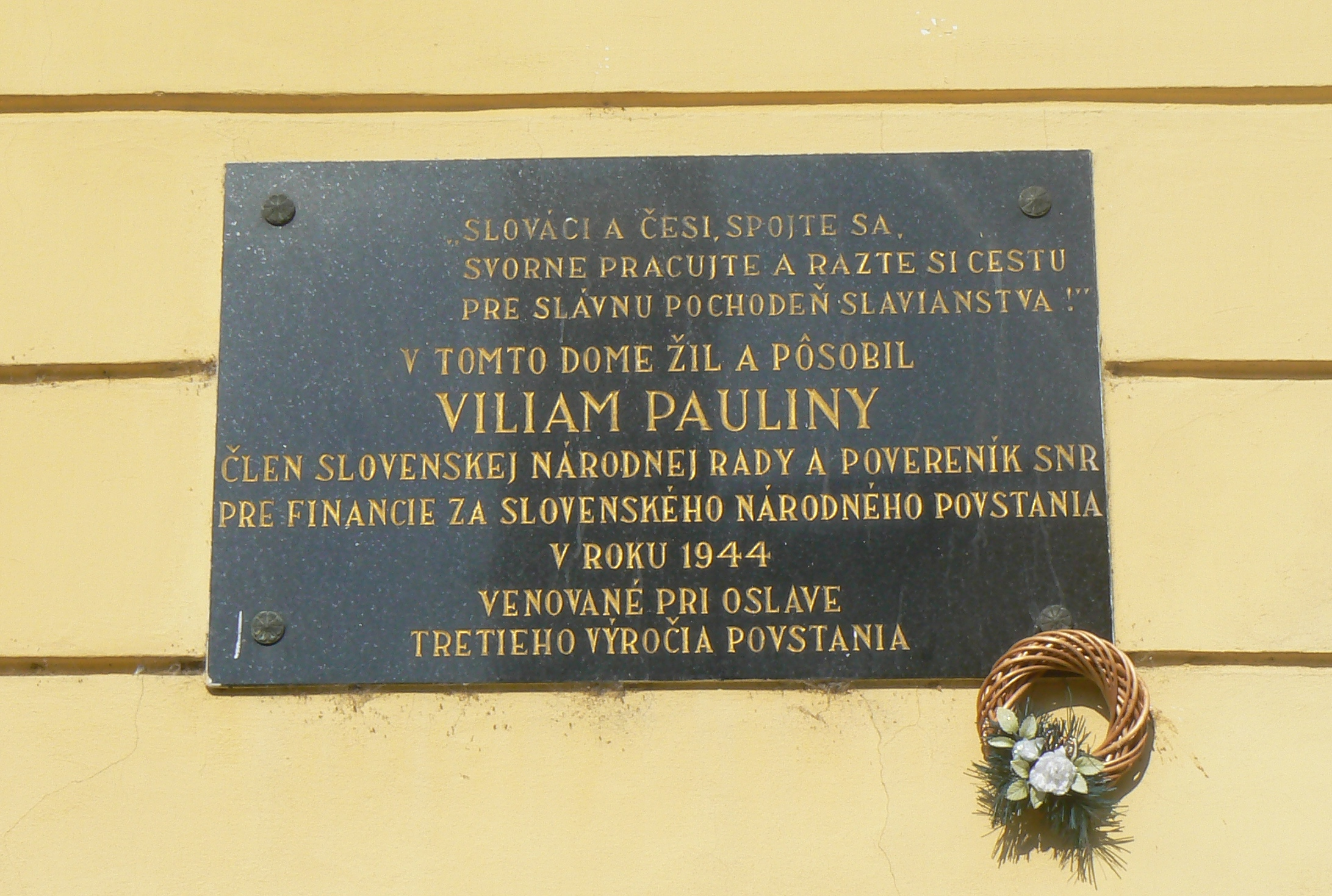
Pamětní deska v Banské Bystrici

Studoval na gymnáziu v Kremnici a na Českoslovanské obchodní akademii v Praze. Od roku 1898 působil jako bankovní úředník v Turčianském Svätém Martinovi a ve Zvolenu. Před rokem 1918 byl členem Muzeální slovenské společnosti.
Po vzniku Československa zasedal v Revolučním národním shromáždění za slovenskou reprezentaci (slovenští poslanci Revolučního národního shromáždění ještě nebyli organizováni podle stranických klubů). Mandát poslance nabyl v prosinci 1918 na 7. schůzi parlamentu. Profesí byl obchodním správcem.
Neúspěšně kandidoval v parlamentních volbách v roce 1920 a to za tehdejší Slovenskou národní a rolnickou stranu (SNaRS). SNaRS se roku 1922 sloučila do Republikánské strany zemědělského a malorolnického lidu, v níž se dále angažoval.
Po roce 1918 pokračoval v aktivitách na podporu rozvoje slovenského bankovnictví. Založil v Banské Bystrici Národní banku a byl jejím ředitelem od roku 1920 a od roku 1923 předsedou správní rady. Předsedal správní radě podniku Stredoslovenské elektrárne, který zakládal, a od roku 1923 byl také předsedou Obchodní a průmyslové komory v Banské Bystrici. Zasedal ve vedení Národohospodářské župy středoslovenské. Působil v Sokolu, byl předsedou Klubu československých turistů. Působil rovněž jako redaktor Hronských novin v letech 1925–1928. V roce 1938 byl krátce starostou Banské Bystrice.
Za druhé světové války byl v odboji, během Slovenského národního povstání byl v povstaleckém velení a v Sbor pověřenců 1. září 1944 - 5. září 1944 a 2. Sboru pověřenců zastával post pověřence financí (v 1. Sboru pověřenců společně s Karolem Markovičem). Po porážce povstání byl koncem roku 1944 zatčen v Banské Bystrici, odvlečen do Německa, kde zemřel. V roce 1946 získal in memoriam  Řád Slovenského národního povstání 1. třídy.